# TRT-5
 (janvier 2011).
Si vous disposez d'ouvrages ou d'articles de référence ou si vous connaissez des sites web de qualité traitant du thème abordé ici, merci de compléter l'article en donnant les références utiles à sa vérifiabilité et en les liant à la section « Notes et références ».
Le TRT-5 est un collectif interassociatif français créé en 1992. Le sigle « TRT » signifie « Traitements et Recherche Thérapeutique » et le chiffre 5 le nombre d'associations membres à sa création. Le TRT-5 se focalise sur des problématiques liées au traitement de l’infection au virus VIH et à la recherche menée dans ce domaine. Le regroupement d'associations a pour objectif de mettre les malades au cœur des dispositifs de recherche sur les traitements.

## Composition
Le TRT-5 rassemble à ce jour 9 associations de lutte contre le sida :
- Actions Traitements
- Act Up-Paris
- Act Up-Sud Ouest
- AIDES
- Arcat
- Dessine Moi Un Mouton
- Nova Dona
- Sida Info Service
- Sol En Si